# 31872 Terkán
31872 Terkán este un asteroid din centura principală, descoperit pe 13 martie 2000, de Krisztián Sárneczky și Gyula Szabó.